# O.S.S.
O.S.S. è una serie televisiva britannica in 26 episodi trasmessi per la prima volta nel corso di una sola stagione dal 1957 al 1958.
È una serie di guerra incentrata sulle vicende di Frank Hawthorne (interpretato da Ron Randell), un agente dell'Office of Strategic Services (O.S.S.) che opera dietro le linee naziste nella Francia occupata durante la seconda guerra mondiale.

## Personaggi e interpreti
- Capitano Frank Hawthorn (26 episodi, 1957-1958), interpretato da Ron Randell.
- The Chief (3 episodi, 1957), interpretato da Lionel Murton.
- Karl Wagner (3 episodi, 1957-1958), interpretato da Franklyn Fox.
- Bruehl (3 episodi, 1957-1958), interpretato da Howard Lang.
- Caporale (3 episodi, 1957-1958), interpretato da Ryck Rydon.
- Corriere (3 episodi, 1957), interpretato da Cyril Chamberlain.
- Sergente O'Brien (2 episodi, 1957), interpretato da Robert Gallico.
- Agente M.I.5 (2 episodi, 1957), interpretato da Frank Hawkins.
- Gizi (2 episodi, 1957-1958), interpretato da Sandra Dorne.

## Produzione
La serie fu prodotta da Incorporated Television Company e girata nei British National Studios in Inghilterra e in Francia. Tra i registi sono accreditati Peter Maxwell e Allan Davis.

## Distribuzione
La serie fu trasmessa nel Regno Unito dal 22 settembre 1957 al 9 marzo 1958 sulla rete televisiva Independent Television. È stata distribuita anche negli Stati Uniti sulla ABC.

## Episodi
| Stagione       | Episodi | Prima TV Regno Unito |
| -------------- | ------- | -------------------- |
| Prima stagione | 26      | 1957-1958            |